# 薩拉格拉峰

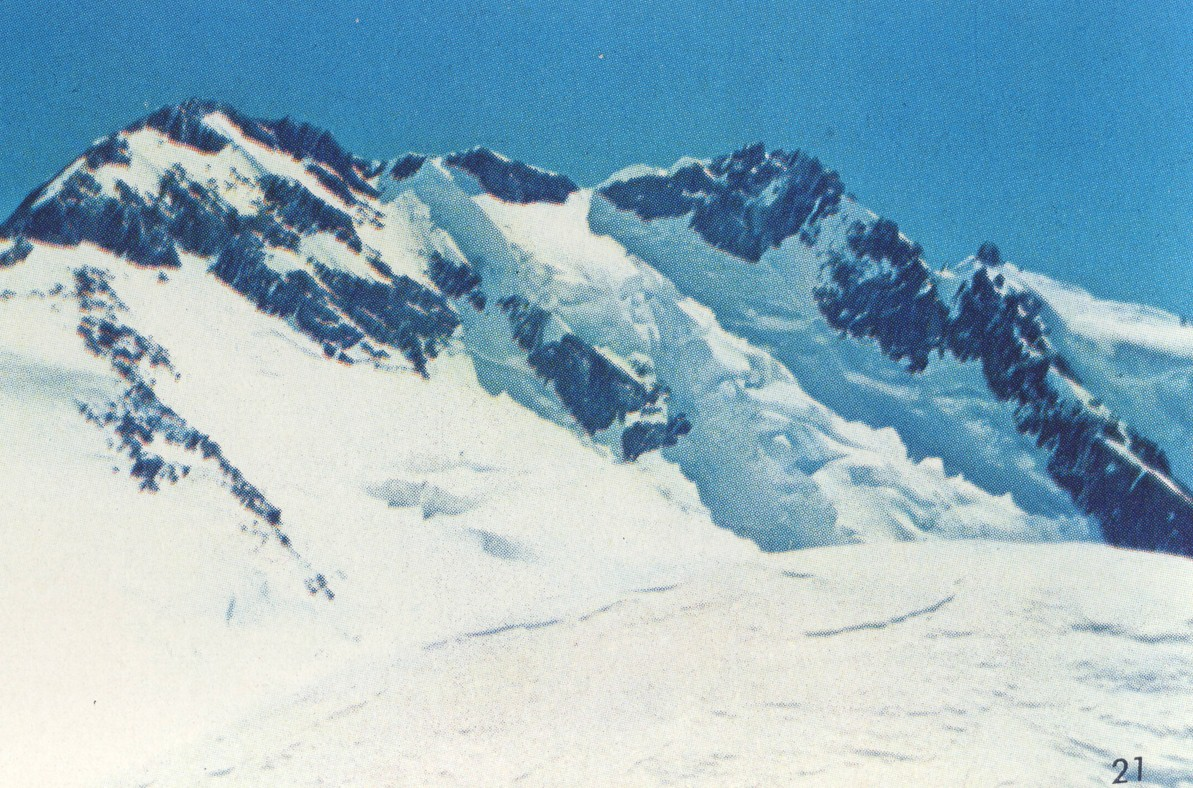

薩拉格拉峰是巴基斯坦的山峰，位於開伯爾－普赫圖赫瓦省，屬於興都庫什山脈的一部分，海拔高度7,340米，1958年8月24日英國的探險隊首次登頂。

## 外部連結
- Terichmir, Highest Peak in Hindukush （页面存档备份，存于）